# Oreneta de Preuss
L'oreneta de Preuss (Petrochelidon preussi) és una espècie d'ocell de la família dels hirundínids (Hirundinidae). Es troba a l'Àfrica occidental. Els seus hàbitats principals són la sabana seca, els cursos d'àigua i les terres llaurades. El seu estat de conservació es considera de risc mínim.
El nom específic de Preuss fa referència al botànic alemany Paul Preuss (1861-1926).